# هبوط قاسي

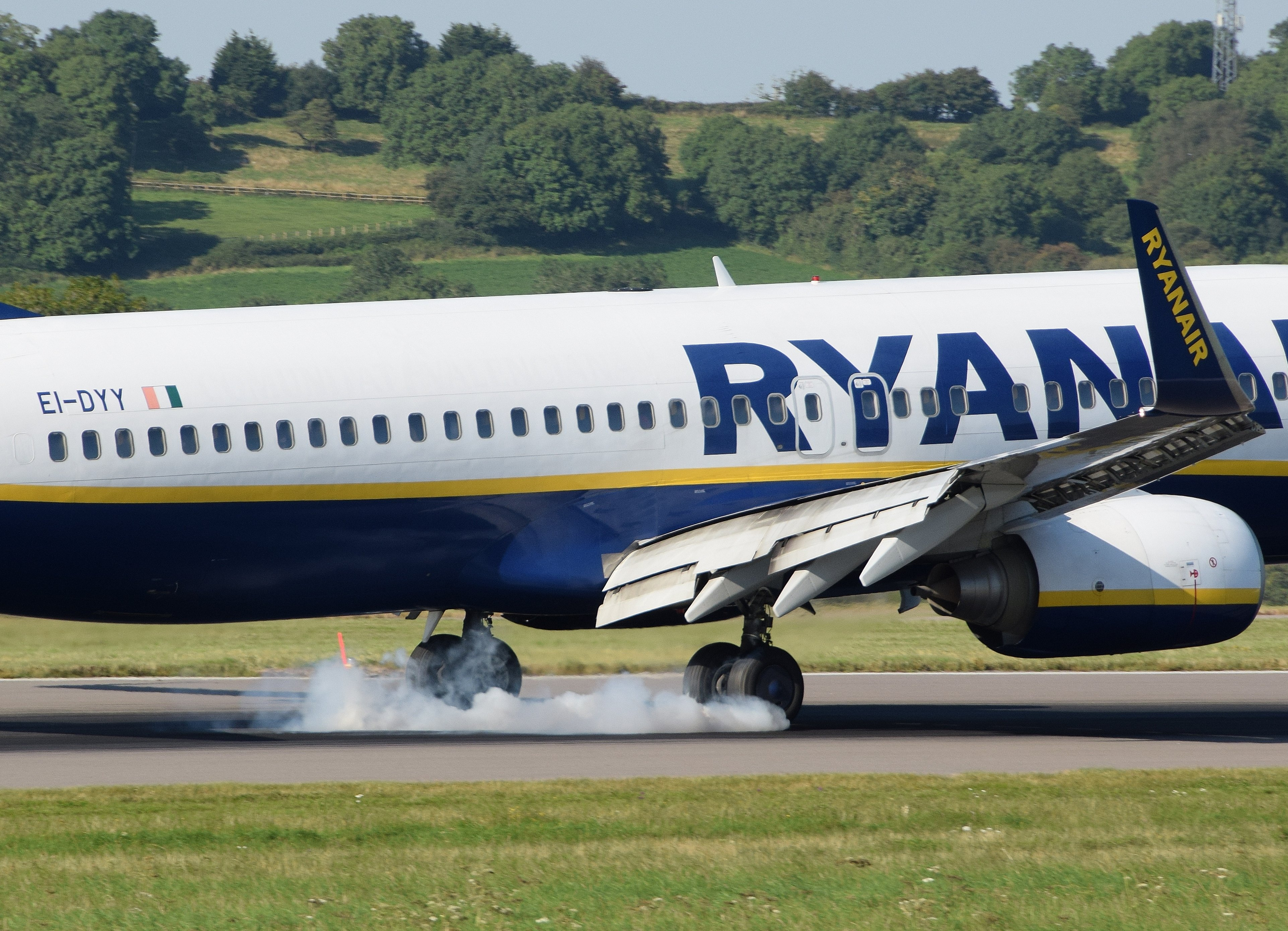
هبطت طائرة بوينغ 800-737 بشدة في مطار بريستول

هبوط قاسي أو هبوط صعب (hard landing) يحدث عندما تضرب طائرة أو مركبة فضائية الأرض بسرعة وقوة رأسية أكبر من الهبوط العادي.
الهبوط هو المرحلة الأخيرة من الرحلة، حيث تعود الطائرة إلى الأرض. متوسط السرعة الرأسية في الهبوط حوالي 2 متر في الثانية (6.6 قدم/ث)؛ يجب أن يصنف الطاقم أي سرعة رأسية أكبر على أنها قاسية. يعتبر حكم الطاقم أكثر موثوقية لتحديد الهبوط القاسي، حيث إن التحديد بناءً على قيمة التسارع المسجل أمر صعب وغير مستحسن، جزئيًا بسبب عدم وجود تسجيل للتسارع الرأسي الحقيقي.
يمكن أن يكون سبب الهبوط القاسي بسبب الظروف الجوية، والمشاكل الميكانيكية، وزيادة وزن الطائرات، وقرار الطيار و/أو خطأ الطيار. يشير مصطلح الهبوط القاسي (hard landing) عادةً إلى أن الطيار لا يزال لديه سيطرة كاملة أو جزئية على الطائرة، على عكس الهبوط غير المنضبط في التضاريس (حادث).
يمكن أن تتفاوت آثار الهبوط القاسي في عواقبها، بدءًا من الانزعاج الخفيف للركاب إلى تلف المركبة و/أو الفشل الهيكلي و/أو الإصابات و/أو الخسائر في الأرواح. عندما تهبط الطائرة بشدة، يجب فحصها بحثًا عن التلف قبل رحلتها التالية.
يمكن للهبوط القاسي أن يتسبب في أضرار جسيمة للطائرة إذا لم يتم تنفيذها بأمان أو بشكل صحيح. على سبيل المثال، في 20 يونيو 2012، هبطت طائرة بوينغ 767 تابعة لشركة خطوط كل اليابان الجوية بقوة أدت إلى تشكل تجعد كبير في جسم الطائرة.
عندما لا يكون الاقتراب النهائي مستقرًا، يقوم الطاقم بالإجهاض والالتفاف؛ كانت هذه توصية من مكتب سلامة النقل الأسترالي بعد التحقيق في الهبوط القاسي لطائرة إيرباص إيه 330 التابعة للخطوط الجوية الماليزية في مطار ملبورن بعد وصولها من كوالالمبور في 14 مارس 2015.
اكتسبت شركة الطيران الأيرلندية منخفضة التكلفة رايان إير سمعة للهبوط القاسي.
بالنسبة لطائرات الهليكوبتر، يمكن أن يحدث هبوط قاسي بعد تلف ميكانيكي أو تلف المحرك أو عطل عندما يكون الدوار (الدوارات) لا يزال سليمًا وحرا في الدوران. يمكن أن يسمح الدوران التلقائي، الذي يحافظ فيه تدفق الهواء فوق الدوارات على الدوران ويوفر بعض الرفع، بالتحكم التجريبي المحدود أثناء الهبوط. نظرًا لكونه سليلًا غير مزود بقوة، فإنه يتطلب مهارة وخبرة تجريبية كبيرة للتنفيذ بأمان.
عادة ما ينتهي الهبوط القاسي لمركبة فضائية مثل مرحلة الصواريخ بتدميرها ويمكن أن يكون مقصودًا أو غير مقصود. عندما يتم التخطيط لتأثير عالي السرعة (عندما يكون الغرض منه دراسة عواقب الاصطدام)، فإن المركبة الفضائية تسمى المصادم.

## روابط خارجية
- الاقتراب المستقر والتوهج هما مفتاحان لتجنب الهبوط القاسي / مؤسسة سلامة الطيران، FSF Digest، أغسطس 2004